# جری اولسمن
جری اولسمن (انگلیسی: Jerry Uelsmann؛ زادهٔ ۱۱ ژوئن ۱۹۳۴ – ۴ آوریل ۲۰۲۲) عکاس اهل ایالات متحده آمریکا بود. وی همچنین برندهٔ جوایزی همچون کمک‌هزینه گوگنهایم شده‌است.

## زندگی‌نامه
جری اولسمن در ۱۱ ژوئن در شهر دیترویت، میشیگان متولد شد. او پسر دوم یک فروشنده خواربار بود و در نوجوانی و سالهای مدرسه شاگرد زرنگی نبود. در طول دوران تحصیل در دبیرستان به عکاسی علاقه‌مند شد.
جری اولسمن معتقد بود که با استفاده از دوربین می‌تواند در محیط بیرون از کالبدش زندگی کند. با اینکه از نظر درسی رتبه خوبی نداشت اما توانست به زودی چند پروژه عکاسی برای خود دست و پا کند. سرانجام توانست در سال ۱۹۵۳ به مؤسسه فناوری راچستر راه یابد و مدرک BFA را از این مؤسسه و مدرک MFA را از دانشگاه ایندیانا به دست آورد.
بزرگ‌ترین و تاثیرگذارترین راهنمایی‌ها از سوی مینور وایت و رالف هاترسلی به او ارائه شدند که در بروز خلاقیت‌های او نقش بسزایی داشتند.
همان‌طور که اولسمن می‌گوید بزرگترین درسی که از وایت آموخت این بود که دوربین او نه تنها قابلیت ثبت تصاویر را دارد بلکه می‌تواند از سوژه اصلی فراتر رفته و مفهومی را دربرداشته باشد. وایت به عنوان آموزگار بیشتر از اینکه به آموزش تکنیکهای استفاده از دوربین و لنز اهمیت دهد، به این مسئله توجه داشت که چگونه آنچه دیده می‌شود، ارائه گردد.